# Líčko (pásek)

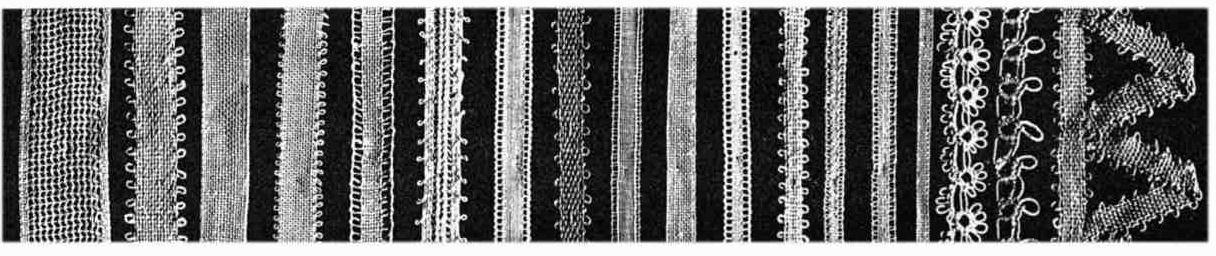
Líčka na páskovou krajku Battenberg (z roku 1891)

Líčko je proužek textilie s hladkým nebo ažurovým okrajem, ze kterého se zhotovují páskové krajky.
Líčka jsou většinou strojově vyrobená. Zhotovují se tkaním, pletením, háčkováním nebo paličkováním.
Pásková krajka z nich vzniká tak, že se líčka formují do požadovaných tvarů, doplňují ozdobnými efekty a našívají na podkladovou tkaninu, ze které se po dokončení oddělí. 